# Canton d'Oloron-Sainte-Marie-2
Le canton d'Oloron-Sainte-Marie-2 est une circonscription électorale française du département des Pyrénées-Atlantiques.

## Histoire
Un nouveau découpage territorial des Pyrénées-Atlantiques entre en vigueur à l'occasion des élections départementales de 2015. Il est défini par le décret du 25 février 2014, en application des lois du 17 mai 2013 (loi organique 2013-402 et loi 2013-403). Les conseillers départementaux sont, à compter de ces élections, élus au scrutin majoritaire binominal mixte. Les électeurs de chaque canton élisent au Conseil départemental, nouvelle appellation du Conseil général, deux membres de sexe différent, qui se présentent en binôme de candidats. Les conseillers départementaux sont élus pour 6 ans au scrutin binominal majoritaire à deux tours, l'accès au second tour nécessitant 12,5 % des inscrits au 1er tour. En outre la totalité des conseillers départementaux est renouvelée. Ce nouveau mode de scrutin nécessite un redécoupage des cantons dont le nombre est divisé par deux avec arrondi à l'unité impaire supérieure si ce nombre n'est pas entier impair, assorti de conditions de seuils minimaux. Dans les Pyrénées-Atlantiques, le nombre de cantons passe ainsi de 52 à 27.
Le canton d'Oloron-Sainte-Marie-2 est formé d'une fraction d'Oloron-Sainte-Marie et de communes des anciens cantons d'Arudy (10 communes), de Laruns (8 communes), d'Oloron-Sainte-Marie-Est (12 communes) et de Lasseube (3 communes). Il est entièrement inclus dans l'arrondissement d'Oloron-Sainte-Marie. Le bureau centralisateur est situé à Oloron-Sainte-Marie.

## Représentation
| Période élective | Période élective | Mandat | Mandat   | Identité       | Nuance | Nuance | Qualité                                                                                |
| ---------------- | ---------------- | ------ | -------- | -------------- | ------ | ------ | -------------------------------------------------------------------------------------- |
| 2015             | 2021             | 2015   | 2021     | Anne Barbet    |        | PS     | Secrétaire du comité de basket-ball Adjointe au maire d'Oloron                         |
| 2015             | 2021             | 2015   | 2021     | André Berdou   |        | PS     | Médecin généraliste à Laruns Ancien conseiller général du Canton de Laruns (2004-2015) |
| 2021             | 2028             | 2021   | en cours | Laure Laborde  |        | DVC    | Chef d'entreprise, conseillère municipale d'Ogeu-les-Bains                             |
| 2021             | 2028             | 2021   | en cours | Clément Servat |        | DVC    | Chef d'entreprise, conseiller municipal d'Oloron-Sainte-Marie                          |

### Résultats détaillés

#### Élections de mars 2015
À l'issue du 1er tour des élections départementales de 2015, deux binômes sont en ballottage : Michèle Cazadoumecq et Francis Courouau (Union de la Droite, 29,27 %) et Anne Barbet et André Berdou (PS, 27,54 %). Le taux de participation est de 57,56 % (10 635 votants sur 18 475 inscrits) contre 52,8 % au niveau départemental et 50,17 % au niveau national.
Au second tour, Anne Barbet et André Berdou (PS) sont élus avec 52,89 % des suffrages exprimés et un taux de participation de 60 % (5 281 voix pour 11 095 votants et 18 493 inscrits).

#### Élections de juin 2021
Le premier tour des élections départementales de 2021 est marqué par un très faible taux de participation (33,26 % au niveau national). Dans le canton d'Oloron-Sainte-Marie-2, ce taux de participation est de 44,23 % (7 985 votants sur 18 055 inscrits) contre 38,82 % au niveau départemental. À l'issue de ce premier tour, deux binômes sont en ballottage : Laure Laborde et Clément Servat (DVC, 38,95 %) et Claude Aussant et Anne Barbet (DVG, 35,45 %).
Le second tour des élections est marqué une nouvelle fois par une abstention massive équivalente au premier tour. Les taux de participation sont de 34,36 % au niveau national, 40,13 % dans le département et 46,74 % dans le canton d'Oloron-Sainte-Marie-2. Laure Laborde et Clément Servat (DVC) sont élus avec 50,85 % des suffrages exprimés (3 970 voix pour 8 443 votants et 18 062 inscrits),,.

## Composition
| Nom                                         | Code Insee | Intercommunalité        | Superficie (km2) | Population (dernière pop. légale)               | Densité (hab./km2) | Modifier                                    |
| ------------------------------------------- | ---------- | ----------------------- | ---------------- | ----------------------------------------------- | ------------------ | ------------------------------------------- |
| Oloron-Sainte-Marie (bureau centralisateur) | 64422      | CC du Haut Béarn        | 68,31            | Fraction : 3 904 (2022) Commune : 10 658 (2022) | 156                | modifier les données · modifier les données |
| Arudy                                       | 64062      | CC de la Vallée d'Ossau | 28,23            | 2 238 (2022)                                    | 79                 | modifier les données · modifier les données |
| Aste-Béon                                   | 64069      | CC de la Vallée d'Ossau | 19,05            | 225 (2022)                                      | 12                 | modifier les données · modifier les données |
| Béost                                       | 64110      | CC de la Vallée d'Ossau | 43,50            | 228 (2022)                                      | 5,2                | modifier les données · modifier les données |
| Bescat                                      | 64116      | CC de la Vallée d'Ossau | 6,81             | 248 (2022)                                      | 36                 | modifier les données · modifier les données |
| Bielle                                      | 64127      | CC de la Vallée d'Ossau | 25,37            | 377 (2022)                                      | 15                 | modifier les données · modifier les données |
| Bilhères                                    | 64128      | CC de la Vallée d'Ossau | 17,19            | 155 (2022)                                      | 9,0                | modifier les données · modifier les données |
| Buziet                                      | 64156      | CC du Haut Béarn        | 8,18             | 477 (2022)                                      | 58                 | modifier les données · modifier les données |
| Buzy                                        | 64157      | CC de la Vallée d'Ossau | 16,70            | 1 011 (2022)                                    | 61                 | modifier les données · modifier les données |
| Castet                                      | 64175      | CC de la Vallée d'Ossau | 23,53            | 141 (2022)                                      | 6,0                | modifier les données · modifier les données |
| Eaux-Bonnes                                 | 64204      | CC de la Vallée d'Ossau | 38,52            | 203 (2022)                                      | 5,3                | modifier les données · modifier les données |
| Escou                                       | 64207      | CC du Haut Béarn        | 6,19             | 430 (2022)                                      | 69                 | modifier les données · modifier les données |
| Escout                                      | 64209      | CC du Haut Béarn        | 9,52             | 426 (2022)                                      | 45                 | modifier les données · modifier les données |
| Estialescq                                  | 64219      | CC du Haut Béarn        | 5,14             | 260 (2022)                                      | 51                 | modifier les données · modifier les données |
| Estos                                       | 64220      | CC du Haut Béarn        | 3,22             | 488 (2022)                                      | 152                | modifier les données · modifier les données |
| Gère-Bélesten                               | 64240      | CC de la Vallée d'Ossau | 12,82            | 186 (2022)                                      | 15                 | modifier les données · modifier les données |
| Goès                                        | 64245      | CC du Haut Béarn        | 4,76             | 540 (2022)                                      | 113                | modifier les données · modifier les données |
| Herrère                                     | 64261      | CC du Haut Béarn        | 8,93             | 389 (2022)                                      | 44                 | modifier les données · modifier les données |
| Izeste                                      | 64280      | CC de la Vallée d'Ossau | 6,84             | 441 (2022)                                      | 64                 | modifier les données · modifier les données |
| Laruns                                      | 64320      | CC de la Vallée d'Ossau | 248,96           | 1 178 (2022)                                    | 4,7                | modifier les données · modifier les données |
| Lasseube                                    | 64324      | CC du Haut Béarn        | 48,60            | 1 737 (2022)                                    | 36                 | modifier les données · modifier les données |
| Lasseubetat                                 | 64325      | CC du Haut Béarn        | 7,06             | 195 (2022)                                      | 28                 | modifier les données · modifier les données |
| Ledeuix                                     | 64328      | CC du Haut Béarn        | 13,52            | 1 028 (2022)                                    | 76                 | modifier les données · modifier les données |
| Louvie-Juzon                                | 64353      | CC de la Vallée d'Ossau | 55,65            | 1 073 (2022)                                    | 19                 | modifier les données · modifier les données |
| Louvie-Soubiron                             | 64354      | CC de la Vallée d'Ossau | 26,66            | 130 (2022)                                      | 4,9                | modifier les données · modifier les données |
| Lys                                         | 64363      | CC de la Vallée d'Ossau | 15,40            | 322 (2022)                                      | 21                 | modifier les données · modifier les données |
| Ogeu-les-Bains                              | 64421      | CC du Haut Béarn        | 23,07            | 1 274 (2022)                                    | 55                 | modifier les données · modifier les données |
| Poey-d'Oloron                               | 64449      | CC du Haut Béarn        | 4,79             | 165 (2022)                                      | 34                 | modifier les données · modifier les données |
| Précilhon                                   | 64460      | CC du Haut Béarn        | 6,39             | 405 (2022)                                      | 63                 | modifier les données · modifier les données |
| Rébénacq                                    | 64463      | CC de la Vallée d'Ossau | 10,50            | 643 (2022)                                      | 61                 | modifier les données · modifier les données |
| Sainte-Colome                               | 64473      | CC de la Vallée d'Ossau | 9,35             | 356 (2022)                                      | 38                 | modifier les données · modifier les données |
| Saucède                                     | 64508      | CC du Haut Béarn        | 7,10             | 126 (2022)                                      | 18                 | modifier les données · modifier les données |
| Sévignacq-Meyracq                           | 64522      | CC de la Vallée d'Ossau | 14,81            | 573 (2022)                                      | 39                 | modifier les données · modifier les données |
| Verdets                                     | 64551      | CC du Haut Béarn        | 5,62             | 304 (2022)                                      | 54                 | modifier les données · modifier les données |
| Canton d'Oloron-Sainte-Marie-2              | 6415       |                         |                  | 21 876 (2022)                                   |                    | modifier les données                        |

Le canton d'Oloron-Sainte-Marie-2 comprend :
1. trente-trois communes entières,
2. la partie de la commune de d'Oloron-Sainte-Marie située sur la rive droite des gaves d'Aspe et d'Oloron.

## Démographie
En 2022, le canton comptait 21 876 habitants, en évolution de −0,61 % par rapport à 2016 (Pyrénées-Atlantiques : +3,78 %, France hors Mayotte : +2,11 %).
| 2013   | 2018   | 2022   |
| ------ | ------ | ------ |
| 22 201 | 21 888 | 21 876 |